# Alone in the Wild
Alone in the Wild is een Britse documentaireserie uit 2009 van Channel 4 en coproducent National Geographic Channel. De serie werd in Nederland uitgezonden door de VPRO.
In de serie filmt Ed Wardle zichzelf terwijl hij een solosurvivaltocht houdt in de wildernis van Yukon.